# Вальтер Момпер
Вальтер Момпер (нім. Walter Momper; нар. 21 лютого 1945, Зулінген) — німецький політик і політолог, член СДПН. У 1989–1991 роках — правлячий бургомістр Берліну. У 2001–2011 роках — голова Палати депутатів Берліну.

## Життєпис
Навчався в школі у Бремені. У 1964 році вступив до Вестфальського університету в Мюнстері, де вивчав політичні науки, історію й економіку. Також навчався в Мюнхенському університеті й Вільному університеті Берліну, де отримав диплом політолога. Вступив в СДПН у 1967 році. В 1986–1992 роках очолював берлінське відділення СДПН. У 1975 році був обраний до Палати депутатів Берліна.
16 березня 1989 року Вальтер Момпер був обраний правлячим бургомістром Берліна.